# Prolesza
Prolesza (bułg. Пролеша) – wieś w Bułgarii, w obwodzie sofijskim, w gminie Bożuriszte. Według danych szacunkowych Ujednoliconego Systemu Ewidencji Ludności oraz Usług Administracyjnych dla Ludności, 15 czerwca 2020 roku miejscowość liczyła 920 mieszkańców.

## Geografia
Wieś Prolesza znajduje się u podnóża Proleszki Mogiły. W centrum wsi znajduje się źródło rzeki Wada znane jako „Rzymska fontanna”.

## Edukacja
W 2021 roku zamknięto szkołę podstawową oraz przedszkole we wsi.